# Jeffreya
Jeffreya là một chi thực vật có hoa trong họ Cúc (Asteraceae).

## Loài
Chi Jeffreya gồm các loài: